# سسنا ۵۲۶ سایتیشن‌جت
سسنا ۵۲۶ سایتیشن‌جت (به انگلیسی: Cessna 526 CitationJet) یک هواگرد ساختِ کارخانهٔ سسنا در کشور ایالات متحده آمریکا است . این هواگرد برای نخستین بار در ۲۰ دسامبر ۱۹۹۳ میلادی مورد استفاده قرار گرفت.